# Yaguate
Yaguate ou San Gregorio de Yaguate, é um município da República Dominicana pertencente à província de San Cristóbal.
Sua população estimada em 2012 era de 92 586 habitantes.
Yaguate está localizado aproximadamente 30 milhas de San Cristóbal, perto do DR-2, que vai para Baní.
A praça da cidade tem uma quadra de basquete e várias igrejas. Tem também o Ayuntamiento, a Câmara Municipal. Tem uma pequena escola de ensino médio, uma clínica e algumas pequena mercearias, junto com vários bares. A região está repleta de canaviais, e nas proximidades da cidade está uma grande açucareira chamada "Ingenio Caei".
A estrada rumo ao norte do município leva através de vários bairros pequenos ao rio Nizao.